# Banca Intesa
Banca Intesa a luat ființă în anul 1998 prin fuziunea băncilor Cariplo și Banco Ambrosiano Veneto.
În mai 2001, Banca Commerciale Italiana (BCI) a fuzionat cu grupul Intesa, compania rezultată având numele IntesaBci. De la 1 ianuarie 2003, grupul a revenit la numele Banca Intesa.
La 1 ianuarie 2007, Banca Intesa a fuzionat cu Sanpaolo IMI, formând Intesa Sanpaolo.